# Stenkvista-Ärla församling
Stenkvista-Ärla församling är en församling i Rekarne kontrakt i Strängnäs stift. Församlingen ligger i Eskilstuna kommun i Södermanlands län. Församlingen utgör ett eget pastorat.

## Administrativ historik
Församlingen bildades 2006 genom sammanläggning av Stenkvista församling och Ärla församling.

## Kyrkor
- Stenkvista kyrka
- Ärla kyrka